# Iman Abdulmajid
Iman Abdulmajid, mer känd som endast Iman, född 25 juli 1955 i Mogadishu i Somalia, är en somalisk-amerikansk tidigare supermodell.
Hennes far var ambassadör. Hon gick i skola i Egypten och flyttade sedan till Nairobi i Kenya, där hennes föräldrar nu bor. Abdulmajid gick på Nairobi universitet och talar fem språk flytande, nämligen somaliska, arabiska, italienska, franska och engelska. Hon härstammar från den stora somaliska klanen Majeerteen.  
Abdulmajid upptäcktes som modell av den amerikanske fotografen Peter Beard.
Iman gifte sig första gången vid 18 års ålder med Hassan, en ung somalisk entreprenör och Hilton-hotellchef. Äktenskapet tog slut några år senare när hon flyttade till USA för att göra en modellkarriär. 1977 dejtade Iman den amerikanske skådespelaren Warren Beatty. Senare samma år förlovade hon sig med den amerikanske basketspelaren Spencer Haywood, och de gifte sig strax efter. Deras dotter, Zulekha Haywood (genom vilken hon har ett barnbarn), föddes 1978. Paret skilde sig i februari 1980.
1990 träffade Iman den engelske musikern David Bowie på en överraskande blinddejt, som anordnades av en vän i Los Angeles. Den 24 april 1992 gifte hon sig med Bowie i en privat ceremoni i Lausanne, Schweiz. Bröllopet firades i Florens , Italien den 6 juni. Deras dotter, Alexandria Zahra Jones, föddes 15 augusti 2000 i New York City.
Hon medverkade i Michael Jacksons musikvideo till sången Remember The Time/Come Together, där hon spelar rollen som en faraonisk drottning.

## Filmografi, i urval
- 1983 - Exposed
- 1985 - Miami Vice avsnitt "Back in the World" (TV-serie)
- 1985 - Mitt Afrika
- 1987 - Ingen utväg
- 1988 - Miami Vice avsnitt "Love at First Sight" (TV-serie)
- 1991 - L.A. Story
- 1991 - Star Trek 6